# Невідома Україна
«Невідома Україна» — цикл документальних фільмів, що охоплює майже всю історію України від неоліту до прийняття незалежності.

## Сюжет
«Хто не знає свого минулого, той не гідний свого майбутнього» — ці слова видатного українського поета Максима Рильського можуть бути епіграфом до унікального кіноциклу «Невідома Україна», що була створена Національною кінематекою України.
Був проведений кропіткий пошук в архівах, спецхранах, фондах наукових бібліотек, приватних зібраннях. Знайдено дуже рідкісні документи, збережені українською діаспорою та істориками багатьох країн світу. Уважний аналіз і порівняння даних дали змогу авторам поставити кожний фільм циклу на міцний фундамент незаперечних фактів.
Завдяки цьому, цикл «Невідома Україна» є яскравою, наочною, переконливою і дохідливо відзнятою кіномонографією з історії України. В ній знайде багато цікавого для себе і школяр, і звичайний глядач, і професійний історик.

## Частини серіалу
- Невідома Україна. Нариси нашої історії.
- Невідома Україна. Золоте стремено.
- Невідома Україна. Як судились колись в Україні.
- Невідома Україна. Лікарська справа в Україні.